# Córdoba Open
Córdoba Open – męski turniej tenisowy kategorii ATP Tour 250 zaliczany do cyklu ATP Tour, rozgrywany na kortach ceglanych w argentyńskiej Córdobie w latach 2019–2024.

## Mecze finałowe

### Gra pojedyncza mężczyzn
| Rok  | Zwycięzca             | Finalista            | Wynik         |
| 2024 | Luciano Darderi       | Facundo Bagnis       | 6:1, 6:4      |
| 2023 | Sebastián Báez        | Federico Coria       | 6:1, 3:6, 6:3 |
| 2022 | Albert Ramos-Viñolas  | Alejandro Tabilo     | 4:6, 6:3, 6:4 |
| 2021 | Juan Manuel Cerúndolo | Albert Ramos-Viñolas | 6:0, 2:6, 6:2 |
| 2020 | Cristian Garín        | Diego Schwartzman    | 2:6, 6:4, 6:0 |
| 2019 | Juan Ignacio Londero  | Guido Pella          | 3:6, 7:5, 6:1 |

### Gra podwójna mężczyzn
| Rok  | Zwycięzcy                          | Finaliści                              | Wynik       |
| 2024 | Máximo González Andrés Molteni     | Sadio Doumbia Fabien Reboul            | 6:4, 6:1    |
| 2023 | Máximo González Andrés Molteni     | Sadio Doumbia Fabien Reboul            | 6:4, 6:4    |
| 2022 | Santiago González Andrés Molteni   | Andrej Martin Tristan-Samuel Weissborn | 7:5, 6:3    |
| 2021 | Rafael Matos Felipe Meligeni Alves | Romain Arneodo Benoît Paire            | 6:4, 6:1    |
| 2020 | Marcelo Demoliner Matwé Middelkoop | Leonardo Mayer Andrés Molteni          | 6:3, 7:6(4) |
| 2019 | Roman Jebavý Andrés Molteni        | Máximo González Horacio Zeballos       | 6:4, 7:6(4) |